# 十大功劳
十大功劳（学名：Mahonia fortunei），别名：狭叶十大功劳、细叶十大功劳、福氏十大功勞、功勞木、木黃蓮、竹葉黃蓮鐵八卦、西風竹、貓兒頭、山黃連、土黃連、黃天竹，是小檗科十大功劳属的植物。

## 形态
常绿灌木。奇数羽状复叶，狭披针形小叶，缘齿多；夏季开黄色花，总状花序下垂；蓝黑色浆果，有白粉。

## 分布
分布在美国、日本、印度尼西亚、台灣以及中国大陆的广西、湖北、江西、四川、浙江、贵州等地，见于灌丛中、山坡沟谷林中、路边及河边，在长江流域广为栽培，华北地区也有少量引进栽培。
耐阴，也较耐寒，喜温暖湿润气候及肥沃湿润排水良好之土壤，耐旱，对土壤要求不严，在酸性，中性土壤中均能生长。

## 圖片

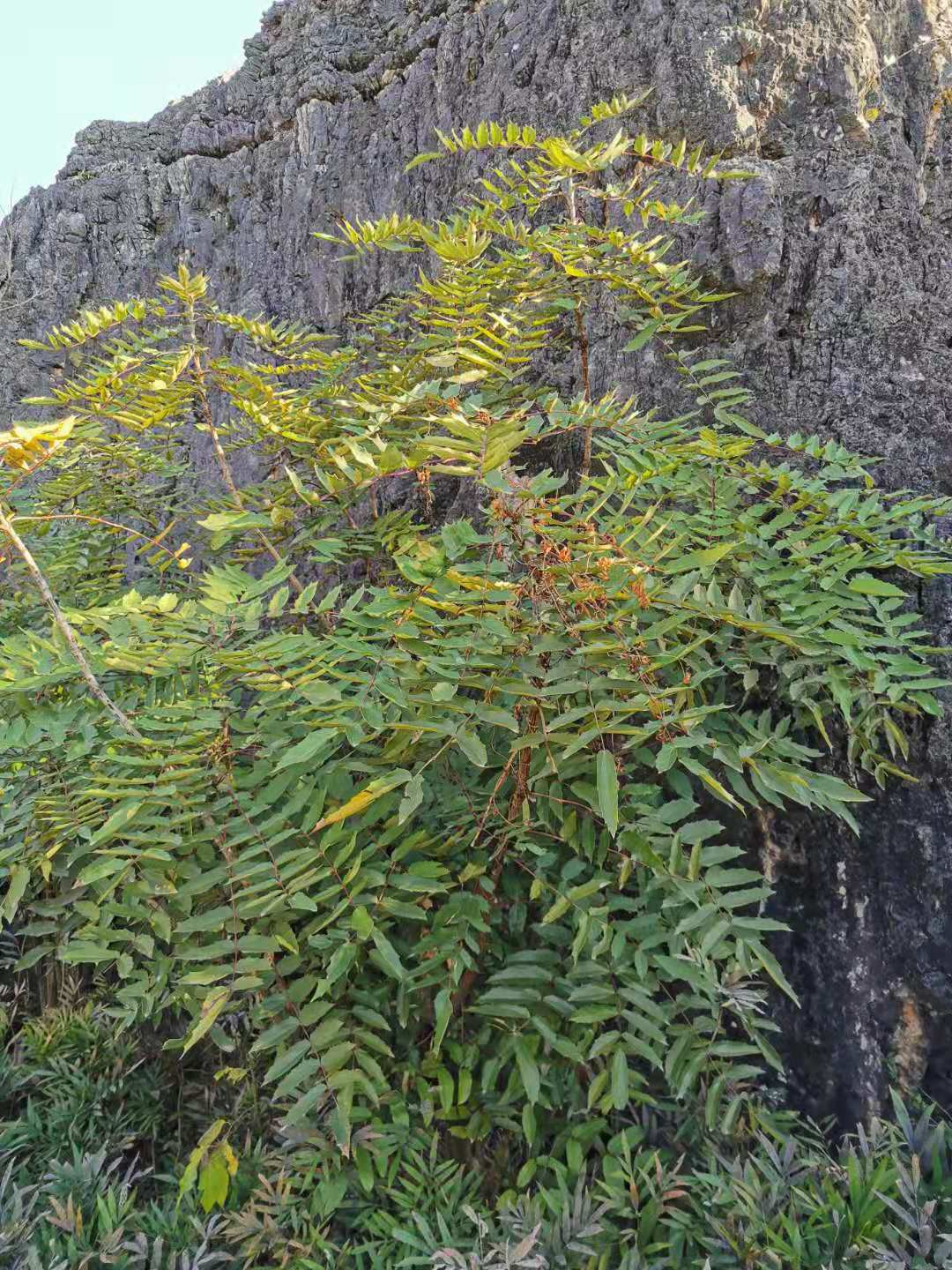
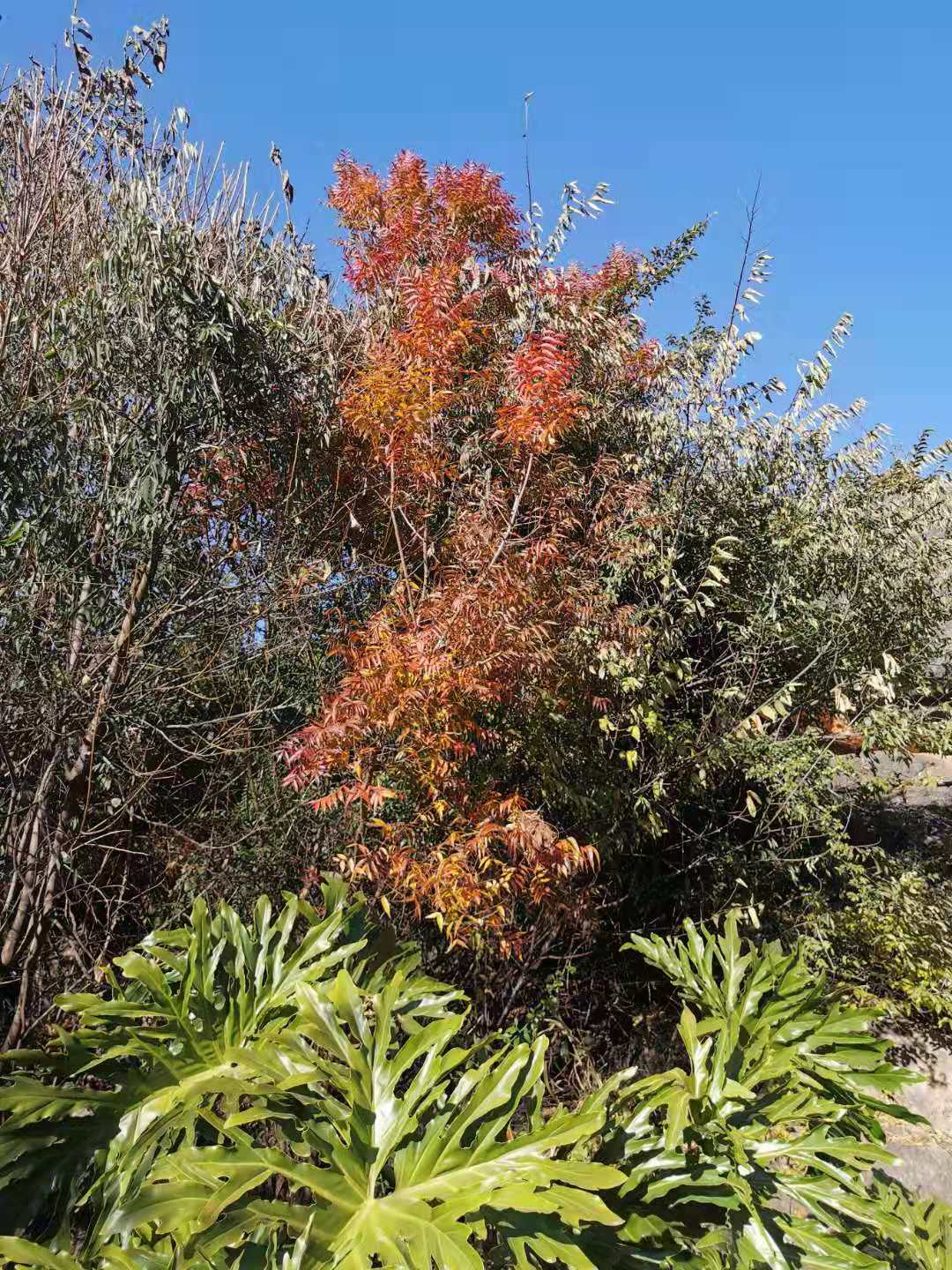
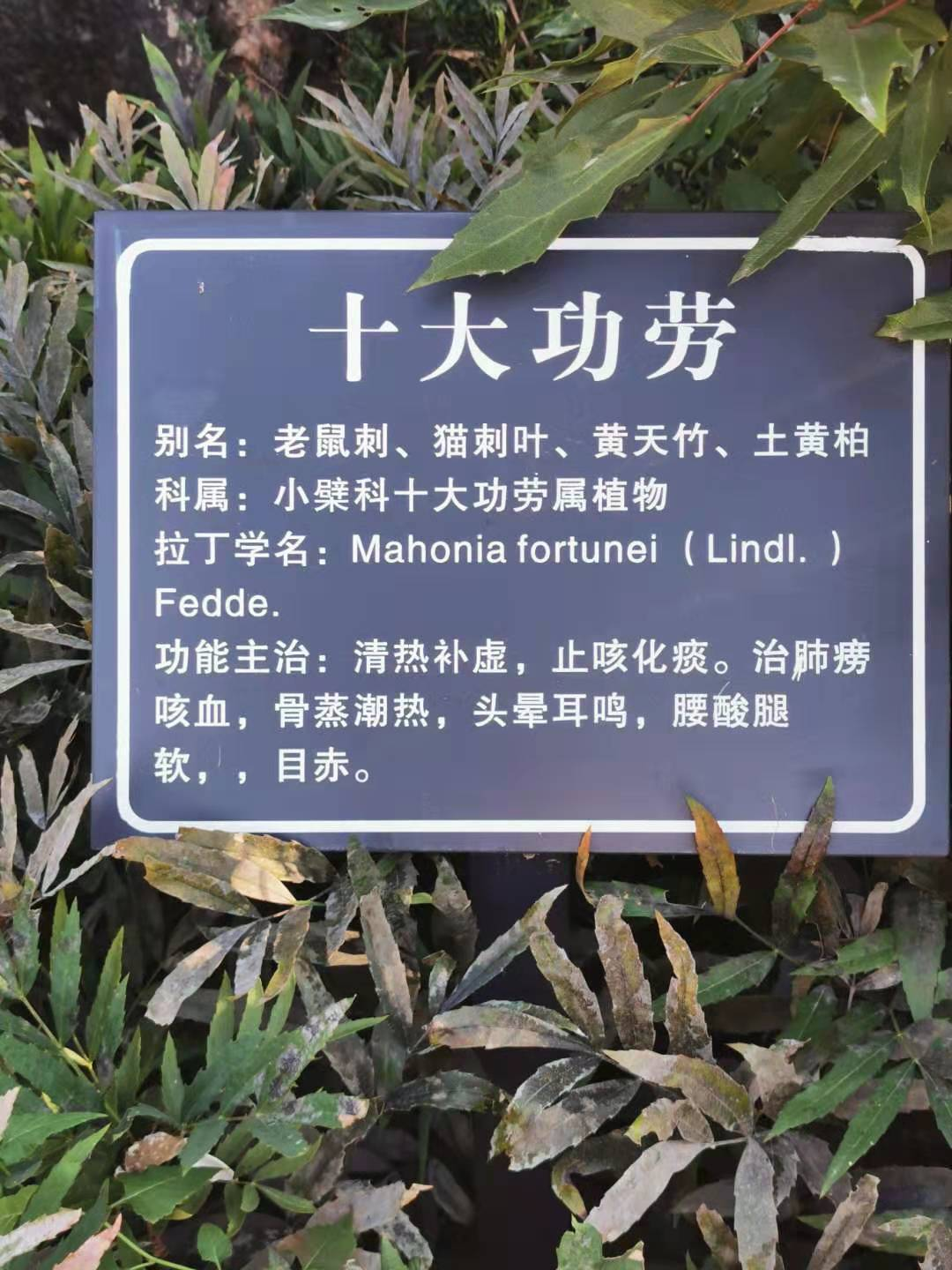

## 延伸阅读
[在维基数据编辑]
 《植物名實圖考·十大功勞》，出自吳其濬《植物名實圖考》